# Custody transakce
Custody transakce je termín spojený s financemi a správou finančního majetku. Používá se v souvislosti s investicemi. Jedná se o uschování, správu a dohled nad pohybem finančních aktiv, které jsou ve vlastnictví klientů.
Správce (custodian) zajišťuje bezpečnost a administraci úkonů spojenou s aktivy. Služby custodiana jsou nezbytné pro velké investory, investiční a penzijní fondy nebo bonitní klienty. Mají jistotu, že jejich aktiva jsou profesionálně spravována a chráněna. Custody má přístup k desítkám trhů, pokrývají širokou škálu korporátních událostí, zajišťují daňovou agendu a reportují klientům o stavu a pohybech pozic cenných papírů.

## Custody transakce
Custodian (banka nebo specializovaná instituce) drží aktiva. Může se jednat o akcie, dluhopisy nebo podílové listy. Cenné papíry jsou ve vlastnictví klienta. Úschovu a správu těchto aktiv vykonává správce. Zajišťuje realizaci transakcí. Na pokyn klienta může uskutečnit nákup nebo prodej cenných papírů. Vyřizuje přeshraniční transakce, řeší konverzi měn a případně dorovnává obchody.
Custodian vyplácí dividendy, úroky a jiné výnosy z aktiv, které drží klient. Může zajišťovat účast na valné hromadě nebo hlasování. Custodian chrání aktiva před ztrátou, podvodem nebo nesprávným nakládáním.

## Příklad custody transakce
Investor vlastní akcie společnosti. Prostřednictvím custodiana obdrží dividendu, prodá část akcií na trhu. Custodian je zodpovědný za to, aby transakce proběhla správně a včas v souladu s právními předpisy.